# When Will the Blues Leave
When Will the Blues Leave ist ein Jazzalbum des Pianisten Paul Bley mit dem Bassisten Gary Peacock und dem Schlagzeuger Paul Motian. Die bei einem Konzert in der großen Aula der Università della Svizzera italiana in Lugano im März 1999 von Radiotelevisione Svizzera mitgeschnittenen und gesendeten Aufnahmen erschienen am 31. Mai 2019 bei ECM Records. When Will the Blues Leave ist die erste posthume Veröffentlichung von neuem Material des Pianisten seit dessen Tod im Jahr 2016.

## Hintergrund
Das Trio von Paul Bley mit Gary Peacock hatte erstmals 1963 bahnbrechende Aufnahmen gemacht und war im folgenden Jahr mit John Gilmore zu einer klassischen Quartettsitzung zusammengekommen. Paul Bley, Gary Peacock und Paul Motian waren über 30 Jahre lang musikalische Partner, als sie 1998 das Studioalbum Not Two, Not One für ECM aufnahmen. Es folgte eine Tournee im folgenden Jahr; die vorliegende Musik ist der Mitschnitt des Schweizer Rundfunks von einem Auftritt des Trios im März 1999 in Lugano.
Ein Teil des Materials stammte aus dem langjährigen Repertoire Bleys (bzw. Peacocks); so ist Bleys „Mazatlan“ zum ersten Mal für das Album Touching (1965, mit Kent Carter und Barry Altschul) aufgenommen worden. Die vorliegende Version ist bereits eine frei angelegte „Nummer, deren Einleitung von Änderungen der Schlagzahl eingerahmt wird. Sie beginnt mit einem kurzen thematischen Piano-Statement, gefolgt von einem kurzen, swingenden, eleganten Solo von Motian. Während des Ensemblespiels malt Bley die mittleren und oberen Register mit seinem pointillistisch [agierenden] Besen, während Peacock am Hals seines Kontrabasses rumpelt und mit ihm Viertel- und Achtel[noten] austauscht, um die Harmonien zu erforschen, während Motian den Zwischenraum einschneidet.“

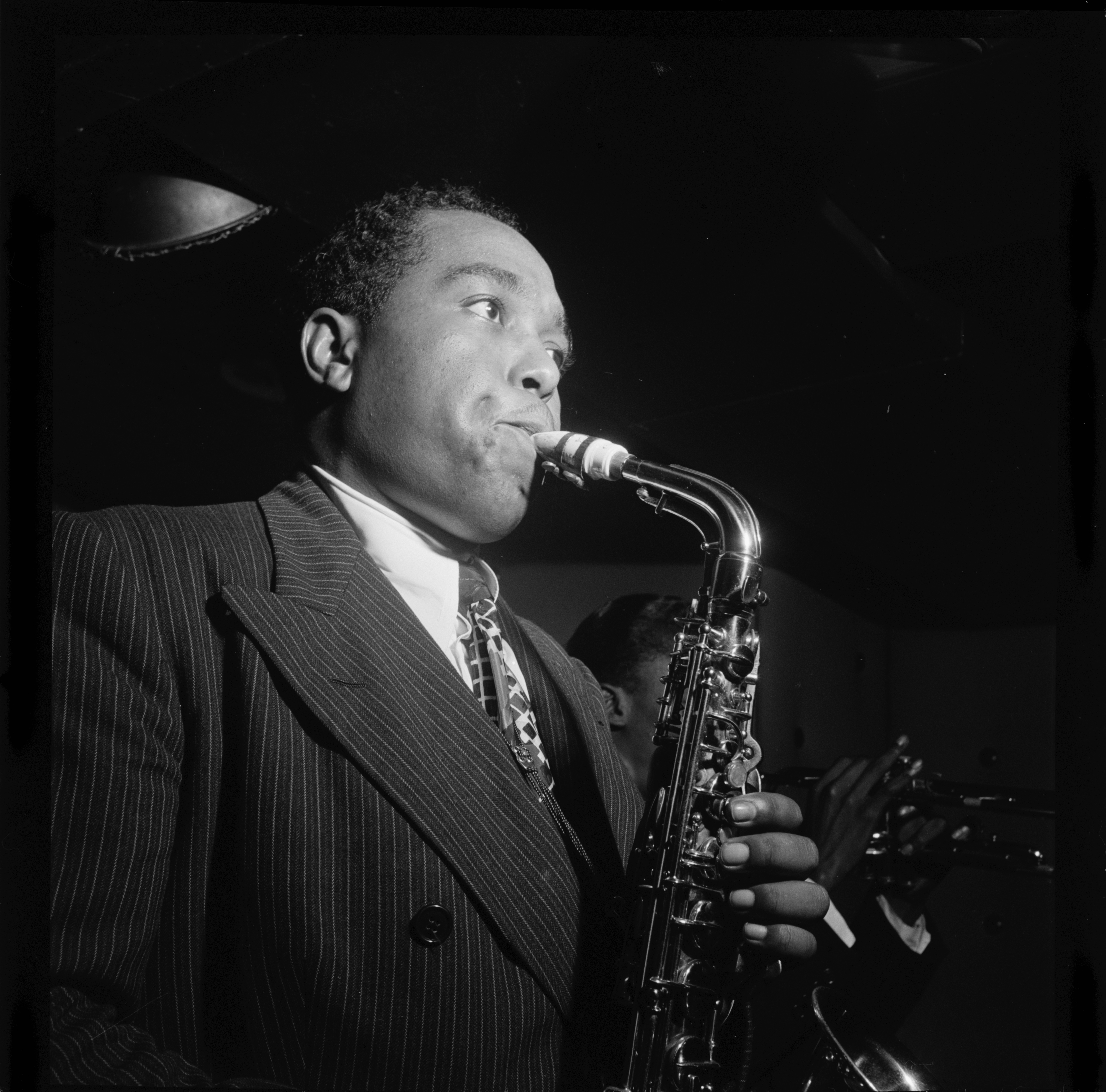
Charlie Parker 1947, Bild von William P. Gottlieb. Parker nahm „Ornitology“ erstmals am 28. März 1946 in Los Angeles für Dial auf.

„Flame“ ist eine improvisatorische Extrapolation der Jazzballadenform – insbesondere für Peacock und Bley. Das folgende „Told You So“, ein langes Bley-Piano-Solo, beginnt zunächst als Blues, bevor es sich der modalen Spielweise zuwendet, dann als Wiegenlied für Kinder, bevor es wieder zum Blues zurückkehrt. Peacocks „Moor“ ist ein Titel, der 1970 zum ersten Mal auf dem Album Paul Bley with Gary Peacock erschien. Diese Version „ist in eine modernistische Aneignung von Bop getränkt. Motians Hi-Hat und Becken führen einen Call-and-Response-Dialog, bevor sie sich dem freien Spiel zuwenden. Diese Version von „Dialogue Amor““ – ein Titel, der ursprünglich auf Not Two, Not One erschienen war – „ist lockerer, wobei Motians Ride-Becken im Vordergrund steht, während Bley melodische Fragmente artikuliert, die Peacock instinktiv verschönert, bevor er in Richtung Entwicklung führt, und Bley Charlie Parkers „Ornithology“ in seinem Solo zitiert.“
Das Titelstück „When Will the Blues Leave“ ist eine Komposition von Ornette Coleman; Bley arbeitete 1958 für ein paar Wochen mit Coleman im Hillcrest Club in Kalifornien, und ihre Aufnahmen aus diesem Engagement beinhalten auch diese Melodie. Bley zeichnete sie während seiner gesamten Karriere weiter auf. Es in der vorliegenden Version „eine hart swingende Post-Bop-Exploration, die kraftvoll von der Rhythmus-Sektion geleitet und vom Pianisten kunstvoll illustriert wird.“ George Gershwins „I Loves You, Porgy“, solo dargeboten von Bley, „durchquert die Pianotradition von New Orleans, die Tin Pan Alley, die New Yorker Kabarettbühnen und sogar das Songbook von Stephen Foster in seiner eleganten und pfiffigen Darstellung von lyrischer Harmonie und texturalem Raum“.

## Titelliste

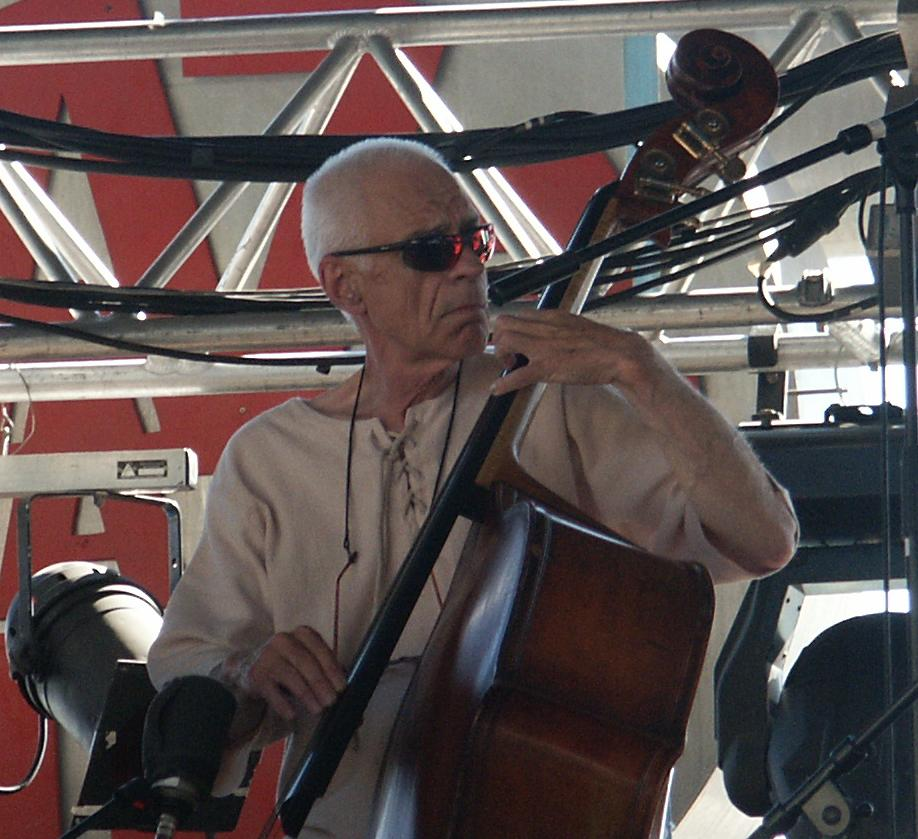
Gary Peacock 2003

- Paul Bley / Gary Peacock / Paul Motian: When Will the Blues Leave (ECM Records – ECM 2642, 774 0423)[4]

1. Mazatlan (Paul Bley) 11:35
2. Flame (Paul Bley) 5:37
3. Told You So (Paul Bley) 9:48
4. Moor (Gary Peacock) 7:14
5. Longer (Paul Bley) 5:33
6. Dialogue Amour (Gary Peacock, Paul Bley) 6:01
7. When Will the Blues Leave (Ornette Coleman) 5:26
8. I Loves You, Porgy (Du Bose Heyward, George & Ira Gershwin) 4:56

## Rezeption
Das Album erhielt durchweg positive Rezensionen; Thom Jurek vergab an das Album vier (von 5) Sterne und schrieb: „When Will the Blues Leave ist ein bemerkenswertes Archivdokument, das unterstreicht, wie viel Potenzial dieses Trio hatte und was es möglicherweise erreicht hätte, wenn es häufiger zusammengespielt hätte.“
Roland Spiegel (Jazz thing) weist darauf hin, dass „When Will the Blues Leave“, ein Stück von Ornette Coleman, „ein amüsanter Albumtitel“ sei, denn frage man sich dabei unwillkürlich, „ob Bley den Blues jemals gehabt hat.“ Zwar habe der „Fürst der Abstraktion“  in späteren Jahren dann doch noch ab und an die Standards für sich entdeckt, doch habe das Trio bei dem Konzert in Lugano fast ausschließlich Originalmusik gespielt, mit Gershwins „I Loves You, Porgy“ zum Abschluss des Gastspiels, was ihm eine „versöhnliche[n] und für dieses Trio fast schon klassische[n] Note“ gebe.
Olie Brice (London Jazz News) lobte: „Dieses Album ist eine wunderschöne Aufnahme von einem Abend in der langen musikalischen Beziehung von drei absoluten Großmeistern der Musik. Es enthält nichts, was jeden, der deren Arbeit kennt, überraschen wird, aber die Gelegenheit, drei so wundervolle Improvisatoren auf dem Höhepunkt ihres jeweiligen Spieles zu hören, sollte nicht verpasst werden.“ Wie die meisten Bley-Trio-Aufnahmen enthält die Aufnahme umfangreiche Solo- und Duo-Abschnitte, wobei alle drei Musiker viel Raum hätten, sich für sich selbst zu entfalten. Der Autor führt ein Zitat Paul Bleys an: „Wenn die Musik schon gut klingt, warum sie dann verderben? Fügen Sie also Ihre Stimme nur dann hinzu, wenn Sie Hilfe benötigen“, und diese Philosophie stehe ihnen hier mit fantastischen Soli von allen dreien gut.
Nach Ansicht von Jackson Sinnenberg (JazzTimes) sei When Will the Blues Leave sowohl klanglich als auch performativ sehr intensiv, da Bley, Peacock und Motian in jedem der acht Titel „schwindelerregende Formen, Texturen und melodische Ideen improvisieren.“  Bei Nummern wie „Told You So“ und „I Loves You, Porgy“ fällt die Rhythmusgruppe fast vollständig weg, was dem Pianisten ermögliche, in seinem eigenen Tempo über die Tasten zu wandern und über Stimmungen und Timbres nachzudenken, so lange er wolle. „In diesen Momenten zeigen Peacock und Motian, wie Zurückhaltung eine kollektive musikalische Vision stärken kann, und nicht nur technische Fähigkeiten.“

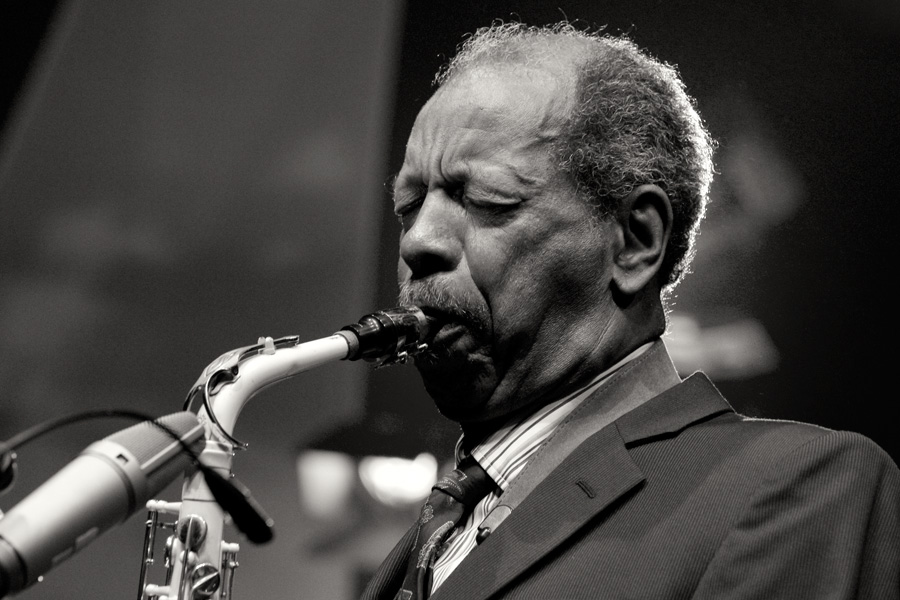
Ornette Coleman 2011

Karl Ackermann (All About Jazz) meinte, „Die Raffinesse und kreativen Fähigkeiten von Peacock und Motian werden in diesen Stücken voll zur Geltung gebracht, da sie den Austausch begründen, abbrechen und mit neuen Ideen zurückkehren. Das von Ornette Coleman stammende Titelstück ist ein erstaunlich knorriger und energiegeladener Auftakt zur Schlussmelodie, ein wunderschön skurriles ‚I Loves You, Porgy‘.“ Für Klaviertrios sei es schwierig, sich in den gängigsten Jazzformationen zu differenzieren, aber When Will the Blues Leave hätte ein entscheidender Moment für diese Einheit sein können. Ihre Gegenüberstellung von Lyrik und freier Improvisation in einzelnen Stücken und in Echtzeit sei eine Herausforderung für den Hörer, aber diese elitäre Künstlergruppe habe uns ein Album mit erstaunlichen Ideen hinterlassen.
Auch Ulrich Steinmetzger (Leipziger Volkszeitung) lobte den Mitschnitt: „Insgesamt ist das mal von spröder Melancholie, zieht dann wieder das Tempo an, macht kurz Station bei Blues, Bebop und anderen traditionellen Formen und addiert sich zu detailscharfen Konversationen dreier absolut gleichberechtigter Könner ihrer Instrumente. Hier wird nicht gepost oder mit den Muskeln gespielt, hier herrscht höchste Spielkultur, mit der musikalische Stoffe mal balladesk, mal zupackend wie in einem großen Ping-Pong überaus kurzweilig zwischen den drei Spielern hin und her gereicht werden als großer Fluss in einem ausgefuchsten Frage-und-Antwort-Spiel.“ Es sei genau dieses dialogische Prinzip gewesen, das Paul Bley mit den veränderten Mitteln eines freien Jazz auf eine neue Stufe gehoben habe. „Immer wieder reißen unverhoffte improvisatorische Antworten auf Fragen des anderen neue Horizonte auf, die spielerisch ausgeschritten werden.“ Dabei gehe es nicht um das jeweils grandiose Solospiel des Einzelnen, so der Autor, „sondern um die in luftigen Verzahnungen erspielte Gemeinsamkeit in diesem endlich gehobenen Schatz.“ Hervorhebenswert sei, wie das Trio um Bley „als Finale Gershwins ‚I Loves You, Porgy‘ fünf Minuten lang dekonstruiert und neu zusammensetzt, ohne je den vorgegebenen Gestus zu verlassen und das Original unkenntlich zu machen. Ein gar nicht auftrumpfender Geniestreich und ein Lehrstück in Gruppenimprovisation.“